# Oscar Andò
Oscar Andò (Messina, 21 luglio 1904 – 10 aprile 1996) è stato un politico italiano, padre di Antonio Andò. Ha ricoperto la carica di sindaco di Messina dal 1961 al 1962.